# Минамиэтидзен
Минамиэтидзен (яп. 南越前町 Минамиэтидзэн-тё:) — посёлок в Японии, находящийся в уезде Нандзё префектуры Фукуи. Площадь посёлка составляет 343,84 км², население — 10 905 человек (1 июля 2014), плотность населения — 31,72 чел./км².

## Географическое положение
Посёлок расположен на острове Хонсю в префектуре Фукуи региона Тюбу. С ним граничат города Этидзен, Нагахама, Цуруга и посёлки Этидзен, Ибигава.

## Население
Население посёлка составляет 10 905 человек (1 июля 2014), а плотность — 31,72 чел./км². Изменение численности населения с 1980 по 2005 годы:
| 1980 | 13 820 чел. |  |
| 1985 | 13 886 чел. |  |
| 1990 | 13 804 чел. |  |
| 1995 | 13 616 чел. |  |
| 2000 | 13 221 чел. |  |
| 2005 | 12 274 чел. |  |